# Ісраель Кастро
Ісраель Кастро (ісп. Israel Castro Macías, нар. 20 грудня 1980, Мехіко) — мексиканський футболіст, півзахисник клубу «Крус Асуль».
Насамперед відомий виступами за клуб «УНАМ Пумас» та національну збірну Мексики.
Тричі був чемпіоном Мексики. У складі збірної — дворазовий володар Золотого кубка КОНКАКАФ.

## Клубна кар'єра
У дорослому футболі дебютував 2002 року виступами за команду «УНАМ Пумас», в якій провів дев'ять сезонів. Провів за клуб 324 матчі в чемпіонаті Мексики.  Більшість часу, проведеного у складі «УНАМ Пумас», був основним гравцем команди. У кубку Сантьяго Бернабеу 2004 року забив єдиний м'яч у ворота мадридського «Реала». Мексиканська команда виграла кубок, а Кастро отримав прізвисько «Вбивця галактікос» (ісп. Asesino de galácticos).
До складу клубу «Крус Асуль» приєднався 2011 року. Наразі встиг відіграти за команду з Мехіко 40 матчів в національному чемпіонаті.

## Виступи за збірну
2007 року дебютував в офіційних матчах у складі національної збірної Мексики. Наразі провів у формі головної команди країни 42 матчі, забивши 1 гол.
У складі збірної був учасником чемпіонату світу 2010 року у ПАР.
Був учасником двох розіграшів Золотого кубка КОНКАКАФ: 2009 та 2011 років. Обидва турніри проходили у США. Збірна Мексика  виграла два титули континентального чемпіона.

## Титули і досягнення

### На міжнародній арені
- Володар Золотого кубка КОНКАКАФ (2): 2009, 2011
- Фіналіст південноамериканського кубка (1): 2005
- Бронзовий призер Кубка Америки: 2007

### В Мексиці
- Чемпіон Мексики (3): 2004 (Клаусура), 2004 (Апертура), 2009 (Клаусура)
- Володар суперкубка Мексики (1): 2004